# Carl Philipp von Wylich und Lottum
Carl Philipp, Graf von Wylich und Lottum (Diersfordt, 27 de agosto de 1650 - Wesel, 14 de febrero de 1719) fue un mariscal de campo prusiano.

## Primeros años
Philipp Carl era el hijo de Johann Sigismund von Wylich und Lottum (m. 25 de junio de 1678) y de Josina von Wittenhorst-Sonsfeld (m. 7 de noviembre de 1677). Entró en el Ejército holandés en 1668 y luchó en la guerra franco-holandesa, terminando la guerra como teniente coronel.

## Carrera militar
El 1 de agosto de 1687, ingresó en el servicio del Margraviato de Brandeburgo como coronel a la cabeza de un regimiento. Se convirtió en Comandante de Wesel, y el 1 de septiembre de 1692 en gobernador de Minden. Luchó de nuevo contra los franceses entre 1691 y 1693 en los Países Bajos. El 20 de septiembre de 1698 se convirtió en gobernador de la Ciudadela de Spandau. El 17 de enero de 1701 se convirtió en Caballero de la Orden del Águila Negra y fue hecho Conde por el emperador del Sacro Imperio Romano Germánico Leopoldo I.
Al estallar la guerra de sucesión española fue hecho comandante supremo de las tropas prusianas en los Países Bajos. En 1703 asedió Rheinberg y Geldern, y después Lille y Tournai. Luchó en la batalla de Blenheim y jugó un papel importante en las victorias en la batalla de Oudenaarde (11 de julio de 1708) y en la batalla de Malplaquet (11 de septiembre de 1709).
El 27 de febrero de 1718, el nuevo rey Federico Guillermo I de Prusia lo nombró mariscal de Campo y miembro del Consejo Secreto de Guerra. Cuando Prusia recibió el Ducado de Cléveris, Lottum fue elegido presidente de este territorio.

## Vida personal
Philipp Karl von Wylich und Lottum contrajo matrimonio con Maria Dorothea von Schwerin (Königsberg, 20 de abril de 1662 - Berlín, 19 de octubre de 1695). Después de la muerte de ella volvió a casarse en 1696 con Albertine Charlotte Freiin von Quadt Wickerad zu Zoppenbruch († 6 de marzo de 1752). Tuvo 7 hijas y 6 hijos varones, de los cuales Johann Christoph y Ludwig se convirtieron en Generales prusianos.